# Tyôtô Zan
Tyôtô Zan är ett berg i Antarktis. Det ligger i Östantarktis. Norge gör anspråk på området. Toppen på Tyôtô Zan är 378 meter över havet.
Terrängen runt Tyôtô Zan är kuperad åt sydost, men åt nordväst är den platt. Havet är nära Tyôtô Zan åt nordväst. Trakten är obefolkad. Det finns inga samhällen i närheten. 